# Noël Kaudré
Noël Kaudré (30 aprile 1981) è un ex calciatore francese, di ruolo centrocampista.

## Carriera

### Nazionale
Ha debuttato in nazionale il 17 novembre 2007, in Figi-Nuova Caledonia (3-3), in cui ha messo a segno la rete del momentaneo 2-2. Ha partecipato, con la nazionale, alla Coppa delle nazioni oceaniane 2008 e alla Coppa delle nazioni oceaniane 2012. Ha collezionato in totale, con la maglia della nazionale, 19 presenze e una rete.

## Palmarès

### Club

#### Competizioni nazionali
- Super Ligue : 9

Magenta : 2004-2005, 2007-2008, 2008-2009, 2009, 2012, 2014, 2015, 2016, 2018
- Coupe de Nouvelle Calédonie : 5

Magenta : 2004-2005, 2010, 2014, 2016, 2018